# إنريكو غوايتا
إنريكو غوايتا (بالإيطالية:  Enrique Guaita)‏ (11 يوليو 1910 في لوكاس غونزاليز – 18 مايو 1959) لاعب كرة قدم إيطالي راحل كان يجيد اللعب في خط الهجوم .
لعب طوال مسيرته الرياضية في أندية إستوديانتيس دو لا بلاتا (1931-1933) روما (1933-1935) راسينغ (1935-1938) إستوديانتيس دو لا بلاتا (1938-1940) .
لعب لصالح منتخب إيطاليا 10 مباريات دولية مسجلا 5 أهداف من 1934 إلى 1935 وقد شارك في بطولة كأس العالم لكرة القدم 1934 التي أقيمت في إيطاليا ثم لعب لصالح منتخب الأرجنتين 4 مباريات دولية مسجلا هدف واحد من 1933 إلى 1937 .

## مشوارة المهني في كرة القدم
لعب إنريكو غوايتا لصالح فريق إستوديانتيس دي لا بلاتا, وكان مشهوراً للعبه دور مهاجم.

## روابط خارجية
- إنريكو غوايتا على موقع الاتحاد الدولي (مؤرشف)  (الإنجليزية)
- إنريكو غوايتا على موقع قاعدة بيانات كرة القدم.إي يو (الإنجليزية)
- إنريكو غوايتا على موقع ناشيونال فوتبول تيمز (الإنجليزية)
- إنريكو غوايتا على موقع عالم كرة القدم.نت (الإنجليزية)